# ترکیب دیجیتالی مستقیم

## دایرکت - دیجیتال - سینتی سایز

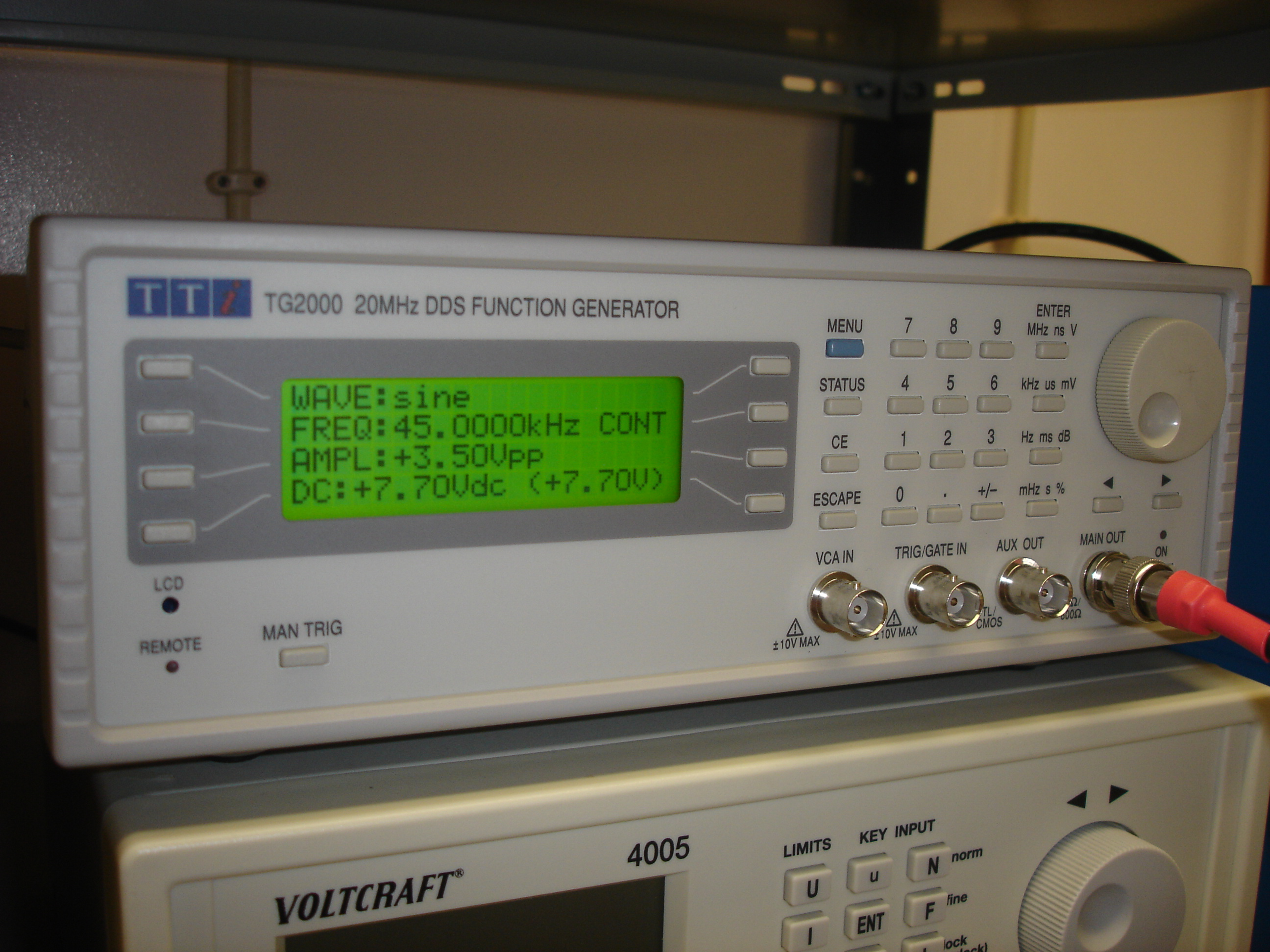
یک "مولد سیگنال چند تابعی" پیاده شده با روش DDS.

DDS (مخفف کلمات Direct Digital Synthesis  به انگلیسی است و) یک روش تولید جریان متناوب پریودیک می‌باشد که معمولاً از طریق تبدیل کردن کدهای یک سیگنال شبیه‌سازی شده (به صورت کد چند بیتی در حافظه ی Flash) به مقدار متناظر آنالوگ آن توسط یک DAC (معمولاً نردبان مقاومتی) می‌باشد.
این روش کاملاً مجزا و مستقل از سیگنال‌سازی آنالوگ، یعنی نوسان سازی یا تغییر شکل موج سیگنال نوسان شده به صورت دیگر است.
روش دوم، استعانت از تبدیل فوریه توابع متناوب را شامل می‌شود که سیگنال پایه ضرایب آن را تجزیه می‌کند و در اختیار ما می گذارد. فرض کنید یک موج مربعی داریم و می دانیم که از یک سیگنال سینوسی پایه و بی‌نهایت هارمونیک فرکانس صحیح فرد و دامنه‌های به مراتب کمتر می‌باشند. در این صورت اگر دو فیلتر پایین گذر را در مسیر سیگنال قرار بدهیم (دو بار انتگرال‌گیری شود) تابع خروجی سینوسی خواهد بود. (پالس مربعی عدد ثابت در هر نیم سیکل:C انتگرال اول:2x مرحله دوم: x^2)
به عبارت دیگر، دی دی اس، یک روش سیگنال‌سازی دیجیتال است که گستره ی کاری آن با فانکشن ژنراتور (محدوده ی وسیع فرکانسی و دامنه‌ای را به همراه انواع مدولاسون‌های مخابراتی دامنه و زاویه (فاز و بسامد) را پشتیبانی می‌کند) برابری می‌کند.
با چنین تعاریفی، در ساخت منابع مولد سیگنال، تیونر موسیقی، سینث سایزر صوتی و... کاربرد دارد. حتی برای علائم رادیویی نیز از فرکانس بالاهای آن‌ها استفاده می‌شود. تعدادی از تراشه‌های کامپکت معروف این مدارات، ساخت شرکت Analog Devices عبارت است از AD9832 (بیست و پنج مگاهرتزی)، AD9835 (پنجاه مگاهرتزی) و AD9850 (یکصد و بیست و پنج مگاهرتزی).